# Vittakero
Vittakero är ett naturreservat i Övertorneå kommun i Norrbottens län.
Området är naturskyddat sedan 2011 och är 3,2 kvadratkilometer stort. Reservatet omfattar bergsryggen Vittakero med tre toppar och mindre våtområden nedanför. Reservatet består av lövrik barrblandskog.